# Imagines virorum illustrium

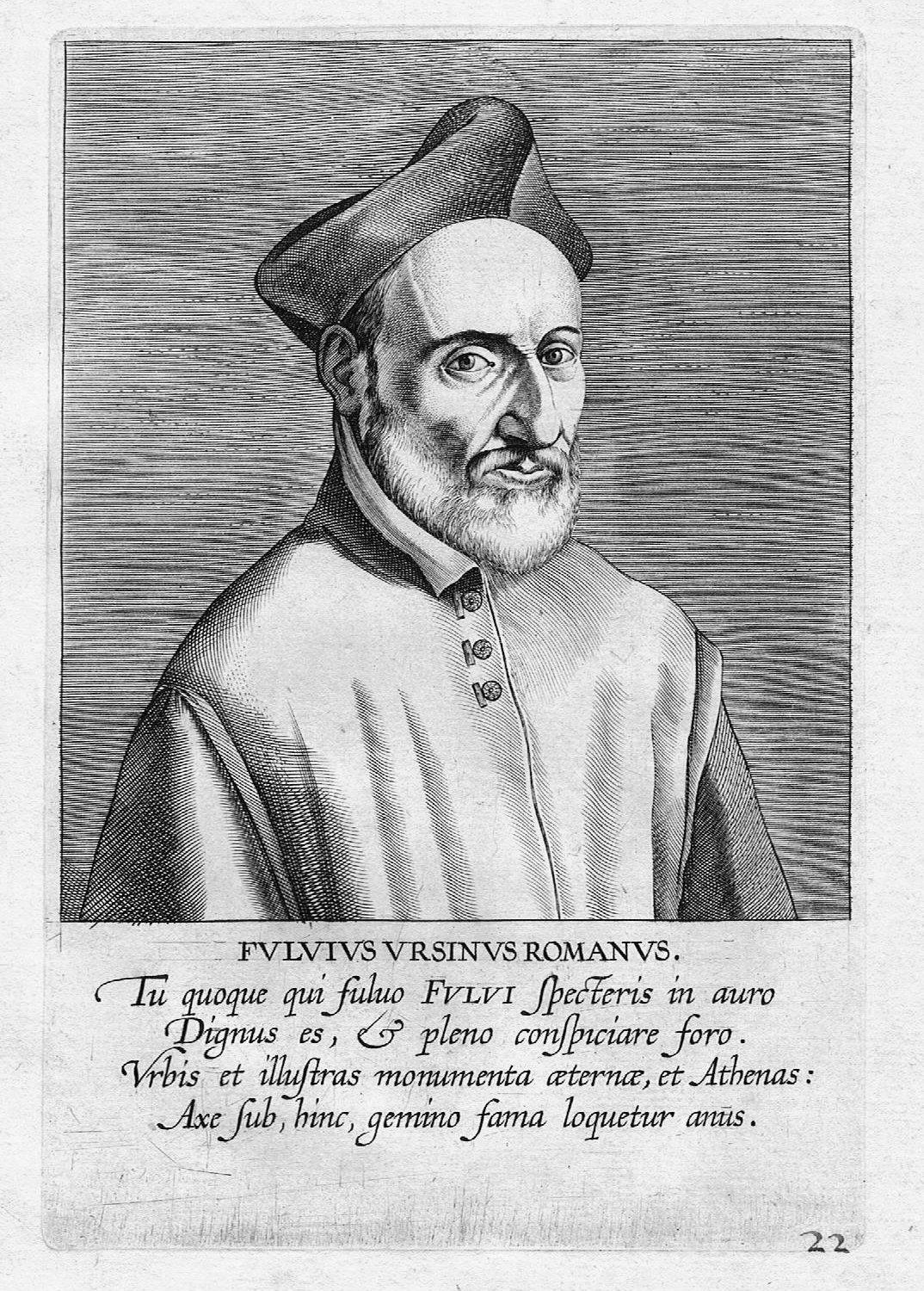
Frühneuzeitliches Porträt Orsinis

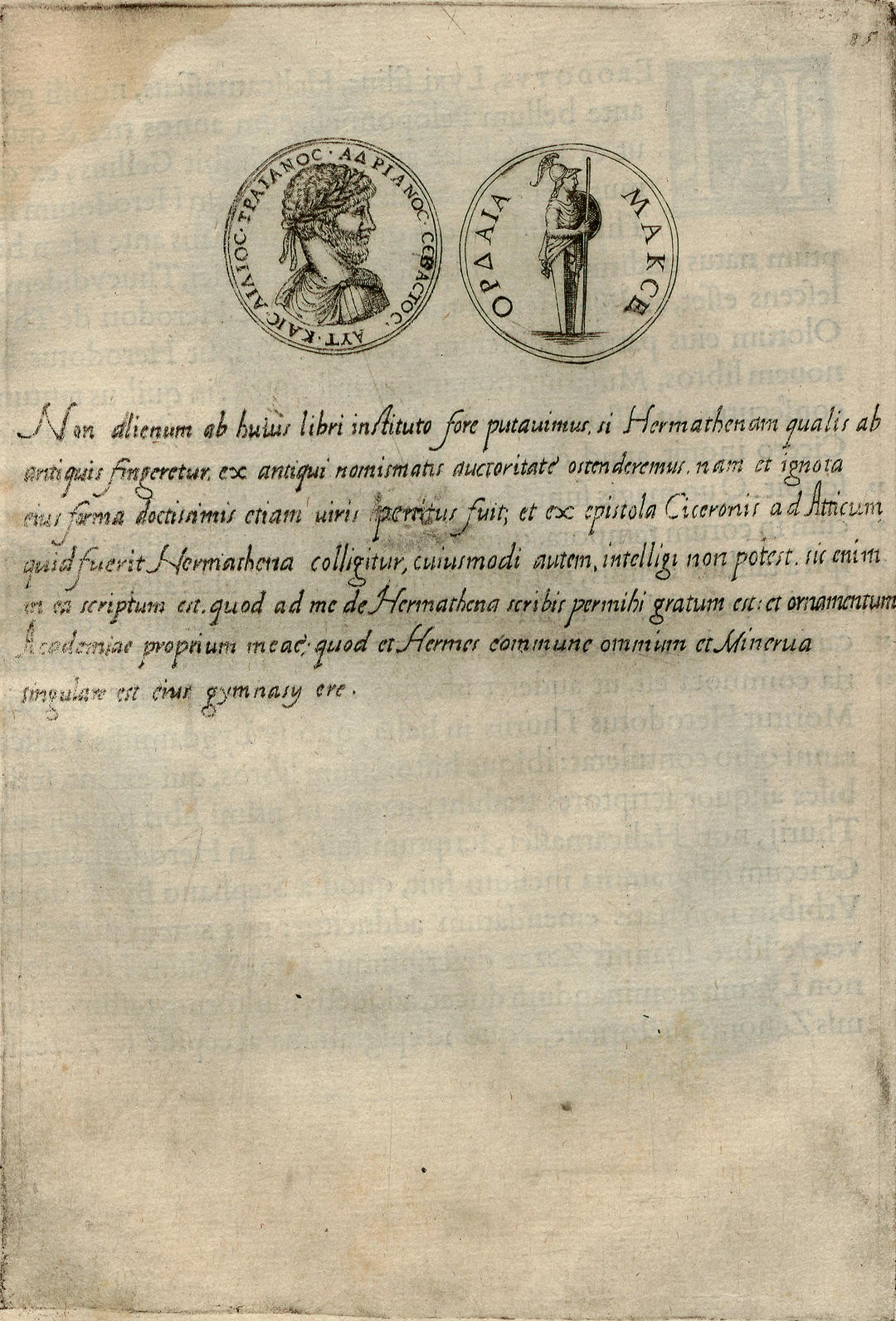
Seite aus der Ausgabe von 1570 der Imagines et elogia virorum illustrium et eruditorum mit der Darstellung einer Herme der Athena.

Imagines et elogia virorum illustrium et eruditorum ex antiquis lapidibus et nomismatibus expressa cum annotationibus, kurz Imagines virorum illustrium, ist eine 1570 veröffentlichte Schrift von Fulvio Orsini. Das ikonografische Buch versammelt Bildnisse antiker Personen und war lange Zeit grundlegend in seinem Gebiet.
Fulvio Orsini konnte sich bei seinen Studien auf Vorarbeiten des Achilles Statius, Pirro Ligorio und Onofrio Panvinio stützen, in deren antiquarischer Tradition er stand, deren Arbeiten er aber zu einer ganz neuen und eigenen Höhe führte. Er stellte für Imagines et elogia Bildnisse antiker Römer von verschiedenen antiken Vorlagen zusammen, vor allem von Büsten, Skulpturen, Gemmen und Münzen, aber auch Hermenschäften. Er bezog auch die Inschriften mit ein, wenn er sie vorfand, was insbesondere bei den Hermenschäften häufig der Fall war. Ähnlich wie schon Titus Pomponius Atticus und Marcus Terentius Varro in der Antike sammelte er zudem Informationen über das Aussehen der Personen aus den antiken Quellen. Dabei gelangen ihm dank seiner Fähigkeit zur Autopsie viele Erstzuschreibungen von Porträts, die größtenteils bis heute Bestand haben. Bei der Zusammenstellung des Materials nutzte er antike Gemmen aus seinem eigenen Besitz, vor allem aber Stücke aus der Sammlung der Familie Farnese, mit der er sein Leben lang verbunden war. Wenn er Stücke anderer römischer Sammlungen einbezog, dann zumeist in Abbildungen von Pirro Ligorio. Fehler und Fälschungen in seinem Werk stammen zumeist aus dem Material Ligorios. Zuschreibungen erfolgten aufgrund von Inschriften und Vergleichen mit inschriftlich benannten Werken. Neben den Zuschreibungen beschrieb er auch weitere Details aus dem Leben der abgebildeten Personen, aber auch den Erhaltungszustand der abgebildeten Artefakte. Orisini veröffentlichte sein Werk 1570.
Für eine Überarbeitung schuf Theodor Galle neue Zeichnungen. Die geplante Publikation kam jedoch nicht in der ursprünglich vorgesehenen Form zustande, 1598 veröffentlichte Galle seine Arbeit unter dem Titel Illustrium imagines ex antiquis marmoribus nomismatibus et gemmis expressae quae extant Romae, maior pars apud Fulvium Ursinum, editio altera, kurz Illustrium imagines, als Tafelband ohne Orsinis Kommentare. Erst 1606, sechs Jahre nach dem Tode Orisinis, erschien eine kommentierte Neuauflage, die Johannes Faber auf Grundlage der Notizen Orsinis besorgte. Damit wurde das ursprüngliche Werk nochmals erweitert und auf den neuesten Forschungsstand gebracht.
Orsini brachte die ikonografischen Studien auf eine neue, wissenschaftliche Ebene, die der reinen antiquarischen Forschung der Frührenaissance eine massive Erweiterung bescherte. Orsinis Auseinandersetzung mit den antiken Zeugnissen unterschied sich grundlegend von den Studien seiner Vorläufer, seine Porträtzuweisungen waren die Grundlage der wissenschaftlichen Erschließung dieser Zeugnisgruppe. Das Werk blieb nahezu 200 Jahre das wichtigste Referenzwerk auf seinem Gebiet, erst die Arbeiten Ennio Quirino Viscontis machten es entbehrlich. Imagines et elogia war auch einflussreich auf die Arbeiten von Giovanni Pietro Bellori und Jacobus Gronovius. Viele der heute gültigen Zuschreibungen gehen auf Orisinis Arbeit zurück und haben bis heute Bestand.

## Ausgaben
- Imagines et elogia virorum illustrium et eruditorum ex antiquis lapidibus et nomismatibus expressa cum annotationibus. In aedibus Petri Dehuchino, Venedig 1570 (Digitalisat).
- Illustrium imagines ex antiquis marmoribus nomismatibus et gemmis expressae quae extant Romae, maior pars apud Fulvium Ursinum, editio altera … Theodorus Gallaeus delineabat. Antwerpen 1606 (Digitalisat).